# Birmana gracilis
Birmana gracilis är en insektsart som beskrevs av Brunner von Wattenwyl 1893. Birmana gracilis ingår i släktet Birmana och familjen torngräshoppor. Inga underarter finns listade i Catalogue of Life.